# Ghost (band)
 For alternative betydninger, se Ghost.
Ghost er et svensk rockband med sataniske elementer dannet i 2008 i Linköping. Bandet er kendetegnet ved at bruge forklædninger og teaterelementer på scenen og i offentliggjort materiale. Bandet optræder med maskering og afslørede oprindeligt ikke deres identiteter.
Bandet består af fiktive karakterer fra en imaginær kult, og alle undtagen sangeren går under navnet "Nameless Ghoul". Sangeren Tobias Forge spiller identiteten "Papa Emeritus", en kulttitel givet til bandets forsanger. Der udvikles en ny Papa Emeritus, hver gang et nyt album udgives. Den nye Papa Emeritus får derefter et suffiks bestående af et fortløbende nummer (traditionelt stavet med romertal) for at formidle, hvor mange Papa Emeritus der har været før ham (Papa Emeritus I, II, III, IV osv.). Gruppens tekster er i satanisk retning og ofte hånlig overfor kristent livssyn.

## Diskografi

### Demoer
- 2010 – Demo 2010

### Studioalbum[1]
- 2010 – Opus Eponymous[2]
- 2013 – Infestissumam[3]
- 2015 – Meliora
- 2018 – Prequelle
- 2022 – Impera
- 2025 – Skeletá

### EP
- 2013 – If You Have Ghost
- 2016 – Popestar

### Livealbum
- 2017 – Ceremony and Devotion